# Jamie Fenton
Jamie Faye Fenton (geboren als Jay Fenton) ist eine amerikanische Software- und Spiele-Programmiererin. Sie hat 1981 das Arcade-Spiel Gorf entwickelt. Weiterhin war sie im Entwicklerteam der Macintosh-Software MacroMind VideoWorks, die bis 2017 unter dem Namen Adobe Director verkauft wurde. Fenton wurde bei der Geburt als männlich gelesen, identifiziert sich aber als Frau und hat geschlechtsangleichende Maßnahmen durchführen lassen.

## Weitere Arbeiten von Fenton
- Datsun 280 ZZZAP (1976)
- Checkmate (1977)
- Bally Astrocade BASIC (1980)
- Gorf (1981)
- Robby Roto (1981)